# 塔格利亞費羅山

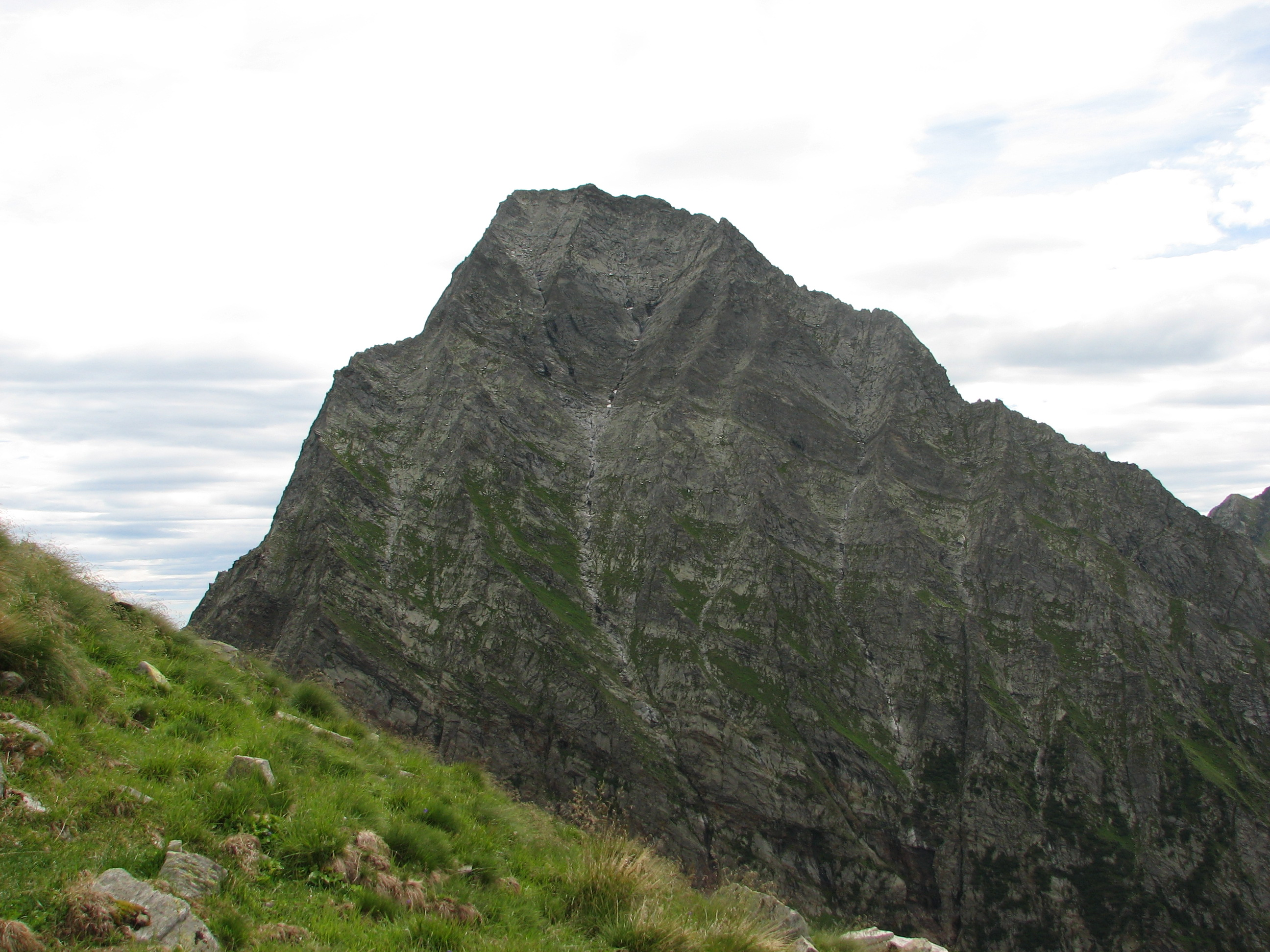

45°52′20″N 07°58′13″E / 45.87222°N 7.97028°E
塔格利亞費羅山（義大利語：Monte Tagliaferro），是意大利的山峰，位於該國西北部，由韋爾切利省負責管轄，屬於本寧阿爾卑斯山脈的一部分，海拔高度2,964米，每年平均降雨量1,548毫米。